# 김정호 (연출가)
백호민은 MBC 프로덕션 소속의 대한민국 드라마 연출 프로듀서이다.

## 방송
- 2000년  MBC 아침 일일연속극  《느낌이 좋아》 ... 공동연출
- 2001년  MBC 아침 일일연속극  《내 마음의 보석상자》 ... 연출
- 2013년  MBC 저녁 일일연속극  《오로라 공주》 ... 연출
- 2018년 ~ 2019년  MBC 저녁 일일연속극  《비밀과 거짓말》 ... 연출

## 제작 및 프로듀서
- 2022년    MBC 저녁 일일연속극  《비밀의 집》 ... 공동제작